# Niskogradnja
Niskogradnja je profesionalna inženjerska disciplina koja se bavi projektovanjem, izgradnjom i održavanjem fizičkog i prirodno izgrađenog okruženja, uključujući javne radove kao što su putevi, mostovi, kanali, brane, aerodromi, kanalizacioni sistemi, cevovodi, i železnice.
Niskogradnja je tradicionalno podeljena na nekoliko poddisciplina. Smatra se jednom od najstarijih inženjerskih disciplina Niskogradnja se može odvijati u javnom sektoru od opštinskih odeljenja za javne radove do saveznih vladinih agencija, kao i u privatnom sektoru od lokalnih firmi do kompanija Forčun Global 500.

## Istorija

### Niskogradnja kao disciplina
Niskogradnja kao deo građevinarstva je vid primene fizičkih i naučnih principa za rešavanje društvenih problema, a njena istorija je zamršeno povezana sa napretkom u razumevanju fizike i matematike kroz istoriju. Pošto je niskogradnja široka profesija, uključujući nekoliko specijalizovanih poddisciplina, njena istorija je povezana sa poznavanjem struktura, nauke o materijalima, geografije, geologije, tla, hidrologije, nauke o životnoj sredini, mehanike, upravljanja projektima i drugim oblastima.
Kroz antičku i srednjovekovnu istoriju većinu arhitektonskog projektovanja i izgradnje izvodile su zanatlije, kao što su klesari i stolari, uzdižući se do uloge majstora graditelja. Znanje se zadržavalo u cehovima i retko je poboljšavano naprecima. Strukture, putevi i infrastruktura koji su postojali su se ponavljali, pri čemu je povećanje obima bilo postepeno.
Jedan od najranijih primera naučnog pristupa fizičkim i matematičkim problemima primenljivim na građevinarstvo je Arhimedov rad u 3. veku pre nove ere, uključujući Arhimedov princip, koji je u osnovi našeg razumevanja uzgona, i praktična rešenja kao što je Arhimedov vijak. Bramagupta, indijski matematičar, koristio je aritmetiku u 7. veku nove ere, zasnovanu na hindu-arapskim brojevima, za proračune iskopavanja (zapremina).

### Niskogradnja kao profesija
Inženjerstvo je bio aspekt života od početaka ljudskog postojanja. Najranija praksa građevinarstva je verovatno počela između 4000. i 2000. pre nove ere u starom Egiptu, civilizaciji doline Inda i Mesopotamiji (drevni Irak) kada su ljudi počeli da napuštaju nomadsko postojanje, stvarajući potrebu za izgradnjom skloništa. Tokom ovog vremena, transport je postao sve važniji što je dovelo do razvoja točka i jedrenja.
Sve do modernog vremena nije postojala jasna razlika između građevinarstva i arhitekture, a termin inženjer i arhitekta su uglavnom bile geografske varijacije koje se odnose na isto zanimanje i često se koriste naizmenično. Konstrukcije piramida u Egiptu (oko 2700–2500 pne) predstavljaju neke od prvih primera velikih konstrukcija u istoriji. Drevne istorijske tekovine niskogradnje obuhvataju sistem upravljanja vodama Kanat u današnjem Iranu (najstariji među njima je stariji od 3000 godina i duži od 71 km (44 mi)), Apijski put rimskih inženjera (oko 312 pne), i stupe izgrađene u drevnoj Šri Lanki kao Jetavanaramaja i opsežne radove na navodnjavanju u Anuradapuri. Rimljani su razvili civilne strukture širom svog carstva, uključujući posebno akvadukte, insule, luke, mostove, brane i puteve.
U 18. veku, termin građevinsko inženjerstvo je skovan da inkorporira sve što je civilno za razliku od vojnog inženjeringa. Godine 1747, u Francuskoj je osnovana prva ustanova za nastavu građevinarstva, Nacionalna škola za mostove i puteve; i više primera usledilo je u drugim evropskim zemljama, poput Španije. Prvi samoproglašeni građevinski inženjer bio je Džon Smiton, koji je konstruisao svetionik Ediston. Godine 1771, Smiton i neke njegove kolege osnovali su Smitonsko društvo građevinskih inženjera, grupu lidera struke koji su se neformalno sastajali. Iako je bilo dokaza o nekim tehničkim sastancima, delovanje grupe je u maloj meri prevazilazilo uobičajene aktivnosti društvenog života.
Godine 1818, u Londonu je osnovana Institucija građevinskih inženjera, a 1820. ugledni inženjer Tomas Telford postao je njen prvi predsednik. Institucija je dobila Kraljevsku povelju 1828. godine, kojom je građevinarstvo formalno priznato kao profesija. Ova povelja definiše građevinarstvo kao:
umetnost usmeravanja velikih izvora moći u prirodi za upotrebu i pogodnost čoveka, kao sredstva za proizvodnju i saobraćaj u državama, kako za spoljnu tako i unutrašnju trgovinu, koja se primenjuje u izgradnji puteva, mostova, akvadukta, kanala, rečnu plovidbu i pristaništa za unutrašnju trgovinu i razmenu, i u izgradnji luka, dokova, gatova, lukobrana i svetionika, i u veštini navigacije veštačkom snagom za potrebe trgovine, kao i u izgradnji i primeni mašina, i u drenaži gradova i naselja.

### Građevinsko obrazovanje
Prvi privatni koledž koji je predavao građevinsko inženjerstvo u Sjedinjenim Državama bio je Univerzitet Norvič, koji je 1819. osnovao kapetan Alden Partridž. Prve diplome građevinarstva u Sjedinjenim Državama dodelio je Politehnički institut Rensilier 1835. godine. Prvu takvu diploma koja je dodeljena ženi dao je Univerzitet Kornel Nori Stenton Bleč 1905. godine.
U Velikoj Britaniji tokom ranog 19. veka, podela između građevinskog i vojnog inženjerstva (koje je predavala Kraljevska vojna akademija u Vulviču), zajedno sa zahtevima industrijske revolucije, pokrenula je nove inicijative za inženjersko obrazovanje: Klasa građevinarstva i rudarstva osnovana je na Kraljevskom koledžu u Londonu 1838. godine, uglavnom kao odgovor na rast železničkog sistema i potreba za kvalifikovanijim inženjerima, privatni Koledž za građevinske inženjere u Patniju je osnovan 1839. godine, a osnovana je prva katedra za inženjering u Velikoj Britaniji na Univerzitetu u Glazgovu 1840. godine.

## Bit građevinske tehnike
Građevinska tehnika je veština kojom ljudi od izvornih ili prerađenih darova prirode osmišljeno (planirano) sastavljaju nove tvorevine povezane s tlom, odnosno fiksirane na zemlju, pa se njima koriste.
Prirodni materijali kao što su: kamen, drvo, zemlja (glina), ali i veštački: opeka, kreč, beton i čelik, omogućavanju osmišljeno povezivanje sa tlom u jednu celinu koja se naziva građevinskim objektom ili građevinom.

## Važnost tehničkog crtanja u suvremenom komuniciranju
Kod osmišljavanja neke građevine, objekta ili konstrukcije stručnjak-projektant rešava zadatak na papiru prostoručnim skiciranjem olovkom. Prema usvojenoj prostoručnoj skici elementa ili objekta projektant izrađuje konačan crtež ili nacrt po pravilima tehničkog crtanja. Nacrti moraju biti grafički prikazani tako da ih drugi izvođači, obrtnici, poduzetnici i sl. mogu tačno razumeti i na osnovu crteža izraditi objekt kako ga je projektant zamislio.
Može se reći da su tehnički crteži neka vrsta međunarodnog pisma koje stručnjaci mogu napisati, čitati i razumeti. Prema tome, tehnički crtež mora biti jasan, uredan, precizan i nadasve tačan.

## Poddiscipline
Postoji veliki broj poddisciplina u okviru širokog polja građevinarstva. Opšti građevinski inženjeri blisko sarađuju sa geodetima i specijalizovanim građevinskim inženjerima na projektovanju gradnje, drenaže, trotoara, vodosnabdevanja, kanalizacije, brana, električnog i komunikacionog snabdevanja. Opšti građevinski inženjering se takođe naziva lokacioni inžinjering, grana građevinarstva koja se prvenstveno fokusira na pretvaranje zemljišta iz jedne namene u drugu. Lokacioni inženjeri se bave obilaženjem lokacije projekta, oni se sastaju sa zainteresovanim stranama i pripremaju planove izgradnje. Građevinski inženjeri primenjuju principe geotehničkog inženjerstva, građevinarstva, inženjerstva životne sredine, saobraćajnog inženjerstva i konstrukcionog inženjerstva na stambenim, komercijalnim, industrijskim i javnim radovima svih veličina i nivoa izgradnje.

### Obalsko inženjerstvo
Obalski inženjering se bavi upravljanjem obalskim područjima. U nekim jurisdikcijama, termini primorska odbrana i obalska zaštita znače odbranu od poplava, odnosno erozije. Obalska odbrana je tradicionalniji izraz, ali je i menadžment obale ušao u upotrebu.

### Građevinsko inženjerstvo
Građevinsko inženjerstvo obuhvata planiranje i izvođenje, transport materijala, razvoj lokacije na osnovu hidrauličkog, ekološkog, strukturalnog i geotehničkog inženjeringa. Kako građevinske firme imaju tendenciju da preuzimaju veći poslovni rizik od drugih tipova firmi, građevinski inženjeri se često angažuju u transakcijama vezanim za poslovanje, na primer, sastavljanje i pregled ugovora, procena logističkih operacija i praćenje cena zaliha.

### Antiseizmičko inženjerstvo
Antiseizmičko inženjerstvo uključuje projektovanje konstrukcija koje će izdržati opasnu izloženost zemljotresu. Antiseizmičko inženjerstvo je poddisciplina građevinskog inženjerstva. Glavni ciljevi antiseizmičkog inženjerstva su razumevanje interakcija struktura na nestabilnom tlu; predviđanje posledica mogućih zemljotresa; i projektovanje, izgradnja i održavanje objekata za rad u slučaju zemljotresa u skladu sa građevinskim propisima.

### Geotehničko inžinjerstvo
Geotehničko inženjerstvo proučava stene i zemljište koji podržavaju građevinske sisteme. Znanja iz oblasti nauke o tlu, nauke o materijalima, mehanike i hidraulike se primenjuju zarad bezbednog i ekonomičnog projektovanja temelja, potpornih zidova i drugih konstrukcija. Ekološki napori na zaštiti podzemnih voda i bezbednom održavanju deponija pokrenuli su novu oblast istraživanja pod nazivom geoekološki inženjering.
Identifikacija svojstava tla predstavlja izazov za geotehničke inženjere. Granični uslovi su često dobro definisani u drugim granama građevinarstva, ali za razliku od čelika ili betona, svojstva materijala i ponašanje tla je teško predvideti zbog njegove varijabilnosti i ograničenja u ispitivanju. Štaviše, tlo pokazuje nelinearnu (zavisnu od naprezanja) čvrstoću, krutost i dilatanciju (promena zapremine povezana sa primenom napona smicanja), što čini proučavanje mehanike tla još težim. Geotehnički inženjeri često rade sa profesionalnim geolozima, stručnjacima za geološko inženjerstvo i naučnicima tla.

### Nauka o materijalima i inženjerstvo
Nauka o materijalima je usko povezana sa građevinarstvom. Proučava osnovne karakteristike materijala i bavi se keramikama, kao što je beton i mešavina asfaltnog betona, jakim metalima kao što su aluminijum i čelik, i termoreaktivnim polimerima uključujući polimetilmetakrilat (PMMA) i ugljenična vlakna.
Inženjering materijala obuhvata zaštitu i prevenciju (boje i završne obrade). Legiranje kombinuje dve vrste metala da bi se proizveo drugi metal sa željenim svojstvima. To uključuje elemente primenjene fizike i hemije. Sa nedavnom pažnjom medija o nanonauci i nanotehnologiji, inženjerstvo materijala je na čelu akademskih istraživanja. Ono je takođe važan deo forenzičkog inženjeringa i analize grešaka.

### Razvoj i planiranje lokacije
Razvoj lokacije, takođe poznat kao planiranje lokacije, fokusiran je na planiranje i razvojni potencijal lokacije, kao i na rešavanje mogućih uticaja usled izdavanja dozvola i izazova životne sredine.

### Strukturno inženjerstvo
Strukturno inženjerstvo se bavi projektovanjem konstrukcija i strukturnom analizom zgrada, mostova, tornjeva, nadvožnjaka, tunela, priobalskih objekata kao što su naftna i gasna polja u moru, aerostruktura i drugih objekata. Ovo uključuje identifikaciju opterećenja koja deluju na konstrukciju, i sila i napona koji nastaju unutar te konstrukcije usled tih opterećenja, a zatim projektovanje konstrukcije da uspešno izdrži i odoli tim opterećenjima. Opterećenja mogu biti sopstvena težina konstrukcija, druga neaktivna opterećenja, živa opterećenja, pokretna opterećenje (točkovi), opterećenje vetrom, opterećenje od zemljotresa, opterećenje usled promene temperature itd. Strukturni inženjer mora da projektuje konstrukcije tako da budu bezbedne za svoje korisnike i da uspešno ispunjavaju funkciju za koju su dizajnirane (da budu upotrebljive). Zbog prirode nekih uslova opterećenja, pojavile su se poddiscipline u okviru strukturnog inženjerstva, uključujući vetrotehniku i antiseizmičko inženjerstvo.
Dizajnerska razmatranja obuhvataju snagu, krutost i stabilnost konstrukcije kada je izložena opterećenjima koja mogu biti statična, kao što je oprema ili težina ljudi, ili dinamička, kao što su vetar, seizmička opterećenja, opterećenja od saobraćajne gužve, ili prolazna, kao što su privremena građevinska opterećenja ili udari. Ostala razmatranja uključuju cenu, konstruktivnost, bezbednost, estetiku i održivost.

### Geodezija
Geometarsko premeravanje je proces kojim geometar meri izvesne dimenzije koje se javljaju na površini Zemlje ili blizu nje. Geodetska oprema kao što su daljinomer i teodoliti se koriste za precizno merenje ugaonog odstupanja, horizontalne, vertikalne i nagibne udaljenosti. Sa kompjuterizacijom, elektronsko merenje udaljenosti (EDM), totalne stanice, GPS merenje i lasersko skeniranje su u velikoj meri potisnuli tradicionalne instrumente. Podaci prikupljeni anketnim merenjem se pretvaraju u grafički prikaz Zemljine površine u obliku karte. Ove informacije zatim koriste građevinski inženjeri, izvođači radova i agenti za nekretnine za projektovanje, izgradnju i trgovinu, respektivno. Elementi strukture moraju biti dimenzionisani i pozicionirani u odnosu jedan na drugi i na granice lokacije i susedne strukture.
Iako je geodetski premer zasebna profesija sa odvojenim kvalifikacijama i licencionim aranžmanima, građevinski inženjeri su obučeni u pogledu osnova geodetskog premera i mapiranja, kao i geografskih informacionih sistema. Geodeti takođe postavljaju trase železnice, tramvajskih pruga, autoputeva, puteva, cevovoda i ulica. Oni se bave pozicioniranjem druge infrastrukture, kao što su luke, pre izgradnje.
Merenje zemljišta
U Sjedinjenim Državama, Kanadi, Ujedinjenom Kraljevstvu i većini zemalja Komonvelta se premeravanje zemlje smatra zasebnom i različitom profesijom. Geometri se ne smatraju inženjerima i imaju svoja profesionalna udruženja i uslove za licenciranje. Usluge licenciranog geodeta su generalno potrebne za merenje međa (da bi se utvrdile granice parcele koristeći njen pravni opis) i izradu planova parcelacije (plan parcela ili mapa zasnovana na premeru parcele zemljišta, sa graničnim linijama povučenim unutar veće parcele za označavanje stvaranja novih graničnih linija i puteva), a oba se generalno nazivaju katastarskim premerama.
BLM katastarska oznaka iz 1992. u San Ksavijeru, Arizona.
Građevinsko premeravanje
Građevinsko premeravanje uglavnom obavljaju specijalizovani tehničari. Za razliku od geodeta, dobijeni plan nema pravni status. Građevinski tehničari obavljaju sledeće poslove:
- Snimanje postojećih uslova budućeg gradilišta, uključujući topografiju, postojeće zgrade i infrastrukturu, i podzemnu infrastrukturu kada je to moguće;
- „raspored” ili „postavljanje”: postavljanje referentnih tačaka i markera koji će voditi izgradnju novih objekata kao što su putevi ili zgrade;
- Provera lokacije objekata tokom izgradnje;
- Premeravanje objekata: provera koja se sprovodi na kraju građevinskog projekta kako bi se potvrdilo da je odobreni posao završen u skladu sa specifikacijama postavljenim na planovima.

### Transportno inženjerstvo
Transportno inženjerstvo se bavi efikasnim i bezbednim prenosom ljudi i robe, na način podesan za vibrantnu zajednicu. Ovo uključuje specificiranje, projektovanje, izgradnju i održavanje transportne infrastrukture koja uključuje ulice, kanale, autoputeve, železničke sisteme, aerodrome, luke i masovni tranzit. Time su obuhvaćene oblasti kao što su projektovanje transporta, planiranje transporta, saobraćajno inženjerstvo, neki aspekti urbanog inženjerstva, teorija masovnog opsluživanja, inženjering kolovoza, inteligentni transportni sistemi (ITS) i upravljanje infrastrukturom.

### Opštinsko ili urbanističko inženjerstvo
Opštinsko inženjerstvo se bavi opštinskom infrastrukturom. Ovo podrazumeva preciziranje, projektovanje, izgradnju i održavanje ulica, trotoara, vodovodne mreže, kanalizacije, ulične rasvete, upravljanja i odlaganja čvrstog komunalnog otpada, depoa za skladištenje raznih rasutih materijala koji se koriste za održavanje i javne radove (so, pesak, itd), javnih parkova i biciklističke infrastrukture. U slučaju podzemnih komunalnih mreža, može uključiti i civilni deo (vodovode i pristupne komore) lokalnih distributivnih mreža električnih i telekomunikacionih usluga. Takođe može uključiti optimizaciju prikupljanja otpada i mreže autobuskih usluga. Neke od ovih disciplina se preklapaju sa drugim specijalnostima građevinarstva, međutim, opštinski inženjering se fokusira na koordinaciju ovih infrastrukturnih mreža i usluga, pošto se one često grade istovremeno i njima upravlja isti opštinski organ. Opštinski inženjeri mogu takođe da projektuju građevinske radove na lokaciji za velike zgrade, industrijska postrojenja ili kampuse (tj. pristupne puteve, parkinge, snabdevanje pijaćom vodom, tretman ili predtretman otpadnih voda, odvodnjavanje lokacije, itd).

### Inženjerstvo vodnih resursa
Inženjerstvo vodnih resursa se bavi prikupljanjem i upravljanjem vodom (kao prirodnim resursom). Kao disciplina, stoga kombinuje elemente hidrologije, nauke o životnoj sredini, meteorologije, očuvanja i upravljanja resursima. Ova oblast građevinarstva se odnosi na predviđanje i upravljanje kvalitetom i količinom vode u podzemnim (akviferi) i nadzemnim (jezera, reke i potoci) resursima. Inženjeri vodnih resursa analiziraju i modeluju veoma male do veoma velikih površina zemlje kako bi predvideli količinu i sadržaj vode dok ona teče u, kroz ili iz objekta.
Hidraulično inženjerstvo se bavi protokom i transportom tečnosti, uglavnom vode. Ova oblast niskogradnje je usko povezana sa projektovanjem cevovoda, vodovodne mreže, drenažnih objekata (uključujući mostove, brane, kanale, propuste, nasipe, padavinsku kanalizaciju) i kanala. Hidroinženjeri dizajniraju ove objekte koristeći koncepte pritiska fluida, statike fluida, dinamike fluida i hidraulike, između ostalog.
Falkirški točak, rotirajući lift za čamce u središnjoj Škotskoj

### Sistemi niskogradnje
Sistemi niskogradnje su disciplina koja promoviše upotrebu sistemskog razmišljanja za upravljanje složenošću i promenama u građevinarstvu u okviru šireg javnog konteksta. Oni navode da pravilan razvoj građevinske infrastrukture zahteva holističko, koherentno razumevanje odnosa između svih važnih faktora koji doprinose uspešnim projektima, dok se istovremeno naglašava važnost obraćanja pažnje na tehničke detalje. Njihova svrha je da pomogne u integraciji celog životnog ciklusa građevinskog projekta od koncepcije, preko planiranja, projektovanja, izrade, rada do stavljanja van upotrebe.

## Literatura
- W.F. Chen; J.Y. Richard Liew, ур. (2002). The Civil Engineering Handbook. CRC Press. ISBN 978-0-8493-0958-8.
- Jonathan T. Ricketts; M. Kent Loftin; Frederick S. Merritt, ур. (2004). Standard handbook for civil engineers (5 изд.). McGraw Hill. ISBN 978-0-07-136473-7.
- Muir Wood, David (2012). Civil Engineering: a very short introduction. New York: Oxford University Press. ISBN 978-0-19-957863-4.
- Blockley, David (2014). Structural Engineering: a very short introduction. New York: Oxford University Press. ISBN 978-0-19-967193-9.
- Dean, R.G.; Dalrymple, R.A. (2004), Coastal Processes with Engineering Applications, Cambridge University Press, Bibcode:2004cpea.book.....D, ISBN 9780521602754
- Hughes, S.A. (1993), Physical Models and Laboratory Techniques in Coastal Engineering, Advanced series on ocean engineering, World Scientific, ISBN 9789810215415
- Kamphuis, J.W. (2010), Introduction to Coastal Engineering and Management, Advanced series on ocean engineering, World Scientific, ISBN 9789812834843
- Kraus, N.C. (1996), History and Heritage of Coastal Engineering, American Society of Civil Engineers, ISBN 9780784474143
- Sorensen, R. (2013), Basic Coastal Engineering, Springer, ISBN 9781475726657
- International Journal of Emergency Management, ISSN 1741-5071 (electronic) ISSN 1471-4825 (paper), Inderscience Publishers
- Journal of Homeland Security and Emergency Management ISSN 1547-7355, Bepress
- Australian Journal of Emergency Management (electronic) ISSN 1324-1540 (paper), Emergency Management Australia
- Karanasios, S. (2011). In R. Heeks & A. Ospina (Eds.). Manchester: Centre for Development Informatics, University of Manchester
- The ALADDIN Project, a consortium of universities developing automated disaster management tools
- Emergency Management Australia (2003). Community Developments in Recovering from Disaster.. Commonwealth of Australia, Canberra
- Plan and Preparation: Surviving the Zombie Apocalypse, (paperback), CreateSpace, Introductory concepts to planning and preparing for emergencies and disasters of any kind.
- Bates and Jackson, 1980, Glossary of Geology: American Geological Institute.
- Krynine and Judd, 1957, Principles of Engineering Geology and Geotechnics: McGraw-Hill, New York.
- Holtz, R. and Kovacs, W. (1981). An Introduction to Geotechnical Engineering. ISBN 0-13-484394-0.. Prentice-Hall, Inc.
- Bowles, J. (1988). Foundation Analysis and Design. ISBN 0-07-006776-7.. McGraw-Hill Publishing Company.
- Cedergren, Harry R. (1977). Seepage, Drainage, and Flow Nets. ISBN 0-471-14179-8.. Wiley.
- Kramer, Steven L. (1996). Geotechnical Earthquake Engineering. ISBN 0-13-374943-6.. Prentice-Hall, Inc.
- Freeze, R.A. & Cherry, J.A. (1979). Groundwater. ISBN 0-13-365312-9.. Prentice-Hall.
- Lunne, T. & Long, M.,(2006), Review of long seabed samplers and criteria for new sampler design, Marine Geology, Vol 226, p. 145–165
- Mitchell, James K. & Soga, K. (2005). Fundamentals of Soil Behavior (3rd изд.). ISBN 978-0-471-46302-3.. John Wiley & Sons, Inc.
- Rajapakse, Ruwan., (2005), "Pile Design and Construction", 2005.  0-9728657-1-3
- Fang, H.-Y. and Daniels, J. (2005). Introductory Geotechnical Engineering : an environmental perspective. ISBN 0-415-30402-4.. Taylor & Francis.
- „NAVFAC (Naval Facilities Engineering Command) (1986) Design Manual 7.01, Soil Mechanics” (PDF). Архивирано из оригинала (PDF) 3. 7. 2008. г., US Government Printing Office
- „NAVFAC (Naval Facilities Engineering Command) (1986) Design Manual 7.02, Foundations and Earth Structures” (PDF). Архивирано из оригинала (PDF) 21. 5. 2011. г., US Government Printing Office
- NAVFAC (Naval Facilities Engineering Command) (1983) Design Manual 7.03, Soil Dynamics, Deep Stabilization and Special Geotechnical Construction, US Government Printing Office
- Terzaghi, K., Peck, R.B. and Mesri, G. (1996). Soil Mechanics in Engineering Practice (3rd изд.). ISBN 0-471-08658-4.. John Wiley & Sons, Inc.
- Santamarina, J.C., Klein, K.A., & Fam, M.A. (2001), "Soils and Waves: Particulate Materials Behavior, Characterization and Process Monitoring", Wiley,  978-0-471-49058-6
- Firuziaan, M. and Estorff, O., (2002), "Simulation of the Dynamic Behavior of Bedding-Foundation-Soil in the Time Domain", Springer Verlag.
- „Gov.ns.ca”. Gov.ns.ca. Архивирано из оригинала 21. 7. 2011. г. Приступљено 2. 7. 2011.